# Philipp Hofmann
Philipp Hofmann (* 30. März 1993 in Arnsberg) ist ein deutscher Fußballspieler. Er steht seit der Saison 2022/23 beim VfL Bochum unter Vertrag und ist ehemaliger Nachwuchsnationalspieler.

## Vereine
Hofmann begann 2001 im sauerländischen Wenholthausen bei RW Wenholthausen mit dem Fußballspielen, für die er sechs Jahre lang in der Jugendabteilung spielte, bevor er 2007 zum SC Neheim wechselte. Von dort wechselte er zwei Jahre später in die Jugend des FC Schalke 04, mit dem er 2011 Westfalenpokalsieger und Vizemeister in der Junioren-Bundesliga-Staffel West wurde.
In der Saison 2011/12 wurde er in der Schalker U-23-Mannschaft in der Regionalliga West eingesetzt. Im Dezember 2011 unterschrieb Hofmann einen bis zum 30. Juni 2014 laufenden Profivertrag, der ab dem 1. Juli 2012 Gültigkeit besaß und ihn zum Mitglied des Profikaders machte. Am Saisonende wurde er auch wieder bei den A-Junioren eingesetzt, mit denen er die Deutsche A-Juniorenmeisterschaft gewann. Im Finale gegen den FC Bayern München schoss er den Siegtreffer.
Um Spielpraxis zu sammeln, wurde Hofmann für die Saison 2012/13 an den Zweitligisten SC Paderborn 07 ausgeliehen. Dort debütierte er am 2. Spieltag in der 2. Bundesliga, als er beim Spiel gegen den VfL Bochum eingewechselt wurde. Nach dem Ende der Leihe zum SC Paderborn wurde Hofmanns Vertrag bis 2016 verlängert und er wurde anschließend für zwei Jahre an den FC Ingolstadt 04 verliehen. Er kehrte bereits zur Saison 2014/15 nach Gelsenkirchen zurück.
Zur Saison 2014/15 wechselte Hofmann zum 1. FC Kaiserslautern. Sein Vertrag lief bis 30. Juni 2017. Doch schon nach einem Jahr ging er bis Sommer 2017 zum englischen Zweitligisten FC Brentford. Mit der Saison 2017/18 wechselte er wieder zurück nach Deutschland zum Zweitligisten SpVgg Greuther Fürth.
Von Januar 2018 bis Juni 2019 stand Hofmann bei Eintracht Braunschweig unter Vertrag. Am Ende der Saison 2017/18 stieg er mit der Mannschaft in die 3. Liga ab und war in der Folgesaison, in der der BTSV knapp die Klasse hielt, mit 10 Treffern erfolgreichster Torschütze des Vereins.
Zur Zweitligasaison 2019/20 verpflichtete der Aufsteiger Karlsruher SC den Angreifer. Dort stieg er schnell zum unumstrittenen Stammspieler auf und verdrängte den Vorjahrestorschützenkönig der 3. Liga Marvin Pourié aus dem Sturmzentrum. In der Hinrunde erzielte Hofmann zehn Treffer, darunter per Fallrückzieher das Tor zum 3:0 beim 4:1-Sieg gegen den SSV Jahn Regensburg am 15. Spieltag. Dieses Tor wurde später zum Tor des Monats November 2019 gewählt. In der Rückrunde folgten weitere sieben Tore, darunter ein Dreierpack beim 3:3 gegen den späteren Zweitligameister Arminia Bielefeld am vorletzten Spieltag. Mit insgesamt 17 Saisontreffern trug Hofmann maßgeblich dazu bei, dass der KSC am Ende der Saison die Klasse halten konnte. In der Saison 2020/21 erzielte er 13 Saisontore und erreichte mit Karlsruhe den sechsten Tabellenplatz.
Im Sommer 2022 wechselte Hofmann ablösefrei zum VfL Bochum und erhielt dort einen Zweijahresvertrag, der im August 2023 bis zum 30. Juni 2026 verlängert wurde. Am 15. Januar 2025 erzielte er im Heimspiel gegen den FC St. Pauli den Treffer zum 1:0-Endstand, der später zum Tor des Monats Januar 2025 gewählt wurde.

## Nationalmannschaft
Am 22. März 2011 debütierte Hofmann in der deutschen U18-Nationalmannschaft, als er beim Spiel gegen Frankreich eingewechselt wurde. Sein erstes internationales Tor schoss er am 4. September 2011 beim Spiel der deutschen U19-Nationalmannschaft gegen die Niederlande. In der Qualifikation zur U19-Europameisterschaft 2012 erzielte er sechs Tore.